# Liste der Naturdenkmäler im Bezirk Steyr-Land
Die Liste der Naturdenkmäler im Bezirk Steyr-Land listet die als Naturdenkmal ausgewiesenen Objekte im Bezirk Steyr-Land im Bundesland Oberösterreich auf. Von den 28 Naturdenkmälern handelt es sich bei 14 geschützten Objekten um Bäume oder Baumgruppen, acht Naturdenkmäler sind geschützte Felsformationen, je zwei Naturdenkmäler betreffen geschützte Böschungen, Höhlen und Gewässerabschnitte. Unter den als Naturdenkmälern ausgewiesenen Bäumen und Baumgruppen befinden sich verschiedene heimische Arten, wobei sechs Naturdenkmäler Sommer-Linden (Tilia platyphyllos), vier Winter-Linden (Tilia cordata) und ein Naturdenkmal unbestimmte Linden beinhalten. Räumlich verteilen sich die Naturdenkmäler insbesondere über die Gemeinden Laussa und Weyer, wo sich alleine je sechs Naturdenkmäler befinden. Zudem bestehen in Garsten und Ternberg je vier Naturdenkmäler. Der Großteil der Naturdenkmäler wurde Mitte der 1980er Jahre bis Anfang der 1990er Jahre zum Naturdenkmal erklärt.

## Naturdenkmäler
| Foto |                 | Name                                                                              | ID                                     | Standort                                                                                        | Beschreibung | Fläche  | Datum      |
| ---- | --------------- | --------------------------------------------------------------------------------- | -------------------------------------- | ----------------------------------------------------------------------------------------------- | --- | ------- | ---------- |
| 1    | Datei hochladen | Kugelförmige Sandsteinsphären in Adlwang                                          | nd642                                  | Adlwang KG: Emsenhub GrStNr: 461/1 Standort                                                     | Die in einem Bach liegenden kugelförmigen Sandsteinsphären gelten als Erstfund in Österreich und weisen einen Durchmesser von mehr als 100 cm auf. Sie befinden sich im Bereich der Flysch-Hauptdecke südlich von Adlwang im Bereich Emsenhub. |         | 20.12.2004 |
| 1    | Datei hochladen | Bertoldi-Linde                                                                    | nd375                                  | Garsten KG: Garsten GrStNr: 164/2 Standort                                                      | Die Sommer-Linde (Tilia platyphyllos) befindet sich an der Pesendorferstraße neben einer Kapelle. Sie wies zum Zeitpunkt der Unterschutzstellung einen Umfang von 5,3 m, einen Kronendurchmesser von 19 m und eine Höhe von rund 24 m auf. |         | 11.08.1987 |
| 1    | Datei hochladen | Haus-Linde in Garsten                                                             | nd426                                  | Garsten KG: Mühlbach GrStNr: 1788 Standort                                                      | Die Winter-Linde (Tilia cordata) steht nahe dem Bauernhof Oberdambachstraße 58. Sie wies zum Zeitpunkt der Unterschutzstellung einen Umfang von 6,9 m (in einem Meter Höhe), einen Kronendurchmesser von 23 m und eine Höhe von rund 28 m auf. Ihr Alter wurde auf 300 bis 400 Jahre geschätzt. |         | 18.01.1991 |
| 1    | Datei hochladen | Kuhschellenböschung beim Sportplatz Neuzeug (Brandböschung)                       | nd547                                  | Garsten KG: Pergern GrStNr: 744/1 Standort                                                      | Der Kalk-Halbtrockenrasen mit seinen seltenen Pflanzenarten befindet sich nördlich der Trasse der Steyrtalbahn und östlich des Sportplatzes von Garsten. |         | 21.11.1995 |
| 1    | Datei hochladen | Stechpalme                                                                        | nd443                                  | Garsten KG: Lahrndorf GrStNr: 462 Standort                                                      | Die Europäische Stechpalme (Ilex aquifolium) steht rund 70 m südlich des Gebäudes Kirchholzstraße 18. |         | 04.03.1991 |
| 1    | Datei hochladen | Granitfelsengruppe „Leopold von Buch-Denkmal“                                     | nd100 HERIS-ID: 17499 Objekt-ID: 13782 | Großraming KG: Neustiftgraben GrStNr: 1576; 1564/2; 1564/3 Standort                             | Die Granitfelsengruppe „Leopold von Buch-Denkmal“ besteht aus einem Granodiorit, der in den Kalkalpen und der Flysch-Sandsteinzone ortsfremd ist. Forscher stellten fest, dass es sich um ein 360 Millionen Jahre altes Erstarrungsgestein aus dem Erdmantel handelt, das aus sog. Hotspots stammt und vor ca. 40 bis 50 Millionen Jahren durch den Penninischen Ozean wanderte. Neben der geologischen stellt das Naturdenkmal auch eine botanische Rarität dar: Auf den Granitblöcken finden sich über 100 verschiedene Arten von Moosen, davon stehen 13 auf der Roten Liste. |         | 05.10.1977 |
| 1    | Datei hochladen | Langensteiner Mauer                                                               | nd337                                  | Laussa KG: Lausa GrStNr: 3194; 3199; 3202; 3204 Standort                                        | Bei der Langensteiner Mauer handelt es sich um eine Felsformation aus zellig-porösen Dolomiten und Kalken. Der sogenannte Rauhwackefelsen erreichen eine Höhe bis zu 20 m, eine Breite bis zu 50 m und eine Länge von rund 200 m. Die Langensteiner-Mauer ist die Fortsetzung der ebenfalls geschützten Rebensteiner-Mauer und befindet sich am Güterweg Oberdambach. |         | 10.01.1986 |
| 1    | Datei hochladen | Linde in Laussa                                                                   | nd308                                  | Laussa KG: Lausa GrStNr: 3046/1 Standort                                                        | Die Sommer-Linde (Tilia platyphyllos) steht an der Kreuzung Güterweg Ofen mit dem Güterweg Brettertal. Sie wies zum Zeitpunkt der Unterschutzstellung einen Umfang von 3,1 m (in einem Meter Höhe gemessen), einen Kronendurchmesser von rund 16 m und eine Höhe von rund 21 m auf. |         | 20.05.1987 |
| 1    | Datei hochladen | Prücklerstein                                                                     | nd335                                  | Laussa KG: Lausa GrStNr: 2118; 2119; 2120; 2121/1, Standort                                     | Der Prücklerstein ist eine Felsformation 3 km südöstlich von Laussa am Güterweg Plattenberg. Es handelt sich dabei um zellig-poröse Dolomite und Kalke. Die Rauhwackenwand erreicht eine Höhe von bis zu 30 m und eine Flächenausdehnung von rund 5.000 m². |         | 06.12.1985 |
| 1    | Datei hochladen | Rebensteinmauern                                                                  | nd283                                  | Laussa KG: Mühlbach GrStNr: 1783; 1802; 1803; 1806/2; 1895; 1896; 1900/1; 1900/2; 1911 Standort | Der Rauhwackefelsen der Flyschzone erreicht Höhen bis zu 60 m und Breiten bis zu 50 m. Die Länge der Mauer beträgt rund einen Kilometer. |         | 12.12.1984 |
| 1    | Datei hochladen | Sauzähne in Laussa                                                                | nd333                                  | Laussa KG: Lausa GrStNr: 1233; 1234/1; 1234/3; 1905 Standort                                    | Die Felsformation aus Rauhwacke besteht aus zellig-porösen Dolomiten und Kalken. Die Felswand erreicht eine Höhe von bis zu 30–35 m und umfasst eine Fläche von etwa 1000 m². |         | 09.12.1985 |
| 1    | Datei hochladen | Thalsteinmauer                                                                    | nd334                                  | Laussa KG: Lausa GrStNr: 1110/2 Standort                                                        | Die Felsformation aus zelligporösen Dolomiten und Kalken erreicht eine Höhe bis zu 30 m und eine flächenmäßige Ausdehnung von rund 500 m². Sie liegt südlich der Gemeinde Laussa und ist über den Güterweg Ofen zu erreichen. |         |            |
| 1    | Datei hochladen | Große Lind’n in Losenstein                                                        | nd398                                  | Losenstein KG: Losenstein GrStNr: 447/2 Standort                                                | Die Winter-Linde (Tilia cordata) steht an der Südostseite der Pfarrkirche von Losenstein. Sie wies zum Zeitpunkt der Unterschutzstellung einen Stammdurchmesser von 0,95 m (in Brusthöhe) und eine Höhe von rund 18 m auf. |         | 03.08.1989 |
| 1    | Datei hochladen | Mariathaler-Linde in Reichraming                                                  | nd327                                  | Reichraming KG: Reichraming GrStNr: 344/1 Standort                                              | Die Sommer-Linde (Tilia platyphyllos) steht rund 400 m südlich des Gemeindeamtes auf einer Böschung neben einer Kapelle. Sie wies zum Zeitpunkt der Unterschutzstellung einen Umfang von 7,4 m (in Brusthöhe gemessen), einen Kronendurchmesser von rund 23 m und eine Höhe von 28 m auf. |         | 30.10.1985 |
| 1    | Datei hochladen | 2 Eichen bei der Werndlkapelle                                                    | nd372                                  | Sierning KG: Neuzeug GrStNr: 401 Standort                                                       | Die beiden Stieleichen (Quercus robur) stehen zwischen Neuzueug und Pichlern bei der Zufahrt der Bahnstation Lettern oberhalb der alten Hallen der Steyr-Werke. Sie wiesen zum Zeitpunkt der Unterschutzstellung einen Umfang von 3,8 bzw. 4 m (in Brusthöhe), einen Kronendurchmesser von je 18 m und eine Höhe von je 24 m auf. |         | 16.02.1987 |
| 1    | Datei hochladen | Sierninger Leiten in der Gde. Sierning (Kuhschellenböschung 'Kreuzweg-Keltenweg') | nd549                                  | Sierning KG: Neuzeug GrStNr: 362; 364/1; 364/12 Standort                                        | Der großflächiger Kalk-Halbtrockenrasen der Sierninger Leite umfasst im Norden jungen Eichen- und Eschen-Mischwälder sowie im südlichen Teil Saumgesellschaften mit Halbtrockenrasen, Glatthaferwiesen und kleinen Gebüschgruppen mit Vorkommen der Kuhschelle. | 1,84 ha | 28.12.1995 |
| 1    | Datei hochladen | Fallerbach                                                                        | nd413                                  | Ternberg KG: Bäckengraben GrStNr: 39/4; 116/2; 589/3; 2140 Standort                             | Der geschützte Flussabschnitt des Fallerbach befindet sich nördlich der Gemeinde Ternberg im sogenannten Bäckergraben und umfasst einen Wasserfall, der eine rund 20 m hohe Konglomeratwand überwindet. Neben dem Wasserfall wurden auch die anschließenden Wasserflächen, Hangwälder und Feuchtflächen als schützenswert ausgewiesen. |         | 18.09.1990 |
| 1    | Datei hochladen | Linde bei der Fatima-Kapelle in Ternberg                                          | nd629                                  | Ternberg KG: Ternberg GrStNr: 2136 Standort                                                     | Die Winter-Linde (Tilia cordata) steht neben der Fatima Kapelle im Wurmbachgraben. Sie wies zum Zeitpunkt der Unterschutzstellung einen Umfang von 3,0 m (in einem Meter Höhe gemessen), einen Kronendurchmesser von 14 m und eine Höhe von rund 20 m auf. |         | 02.07.2003 |
| 1    | Datei hochladen | Pfarrer-Linde in Ternberg                                                         | nd244                                  | Ternberg KG: Ternberg GrStNr: 1534/6 Standort                                                   | Die Sommer-Linde (Tilia platyphyllos) steht östlich der Eisen-Bundesstraße rund 70 m westlich des alten Pfarrhofes. |         | 17.02.1984 |
| 1    | Datei hochladen | Pilsenfels                                                                        | nd289                                  | Ternberg KG: Ternberg GrStNr: 2296/1 Standort                                                   | Der Pilsenfels ist ein Felsen aus Karbonatgestein 3 km südöstlich von Ternberg zwischen der Eisenbundesstraße und der Enns. Er erstreckt sich über eine Fläche von etwa 300 m² und eine Höhe von rund 20 m. |         | 21.01.1985 |
| 1    | Datei hochladen | Zeitlhuber-Linde                                                                  | nd380                                  | Waldneukirchen KG: St. Nikola GrStNr: 117/3 Standort                                            | Die nicht näher bestimmte Linde steht auf einer Anhöhe in St. Nikola und ist über den Güterweg Linde erreichbar. Die Linde wies zum Zeitpunkt der Unterschutzstellung einen Stammumfang von 7,5 Meter (in einem Meter Höhe gemessen), einen Kronendurchmesser von 18 m und eine Höhe von 25 m. |         | 05.10.1987 |
| 1    | Datei hochladen | Balgsetzer-Linde in Weyer Markt                                                   | nd329                                  | Weyer KG: Weyer GrStNr: 104 Standort                                                            | Die Sommer-Linde (Tilia platyphyllos) steht an der Steyrerstraße unmittelbar neben einer Tankstelle. Sie wies zum Zeitpunkt der Unterschutzstellung einen Umfang von 4,5 m (in Brusthöhe), einen Kronendurchmesser von 16 m und eine Höhe von rund 30 m auf. |         | 21.11.1985 |
| 1    | Datei hochladen | Hauslinde in Weyer Land                                                           | nd326                                  | Weyer, Nach der Enns 13 KG: Nach der Enns GrStNr: .68 Standort                                  | Die Sommer-Linde (Tilia platyphyllos) befindet sich neben den Anwesen Ahrer. |         | 29.10.1985 |
| 1    | Datei hochladen | Kataraktbereich des Laussabaches                                                  | nd396                                  | Weyer KG: Laussa GrStNr: 934/16 Standort                                                        | Der geschützte Flussabschnitt des Laussabaches umfasst rund 170 m und liegt an der Grenze zur Steiermark vor der Einmündung in die Enns. Er umfasst tief ins anstehende Dolomitgestein eingeschnittenen Kolke und einem rund 6 m hohen Wasserfall.Anmerkung: Der geschützte Abschnitt des Laussabachs bildet die Grenze zwischen den Bezirken Steyr-Land (Oberösterreich) und Liezen (Steiermark). |         | 16.01.1989 |
| 1    | Datei hochladen | Linde in Kastenreith                                                              | nd533                                  | Weyer KG: Weyer GrStNr: 825/2 Standort                                                          | Die Winter-Linde (Tilia cordata) steht an der Auffahrt zur Taverne vom Ennsmuseum Kastenreith. Sie wies zum Zeitpunkt der Unterschutzstellung einen Umfang von 3,2 m (in einem Meter Höhe gemessen), einen Kronendurchmesser von 13 m und eine Höhe von rund 23 m auf. |         | 05.05.1994 |
| 0 BW | Datei hochladen | Schichtfugenhöhle in den Arzmäuern                                                | nd606                                  | Weyer KG: Kleinreifling GrStNr: 594 Standort                                                    | Die Höhle liegt in den Arzmäuern, wobei die Höhle von Kleinreifling über eine Forststraße die Saileralm bis zur Holzknechtstube „Im Baumgarten“ zugänglich ist.Anmerkung: Koordinaten näherungsweise. Kein Bescheid verlinkt. |         |            |
| 0    | Datei hochladen | Tropfsteinhöhle in den Arzmäuern                                                  | nd612                                  | Weyer KG: Kleinreifling GrStNr: 594                                                             | Die Höhle liegt in den Arzmäuern in einem südöstlichen Ausläufer des Alpkogels im Gemeindegebiet von Weyer Land.Anmerkung: Kein Bescheid verlinkt |         |            |

## Ehemalige Naturdenkmäler
| Foto |                 | Name                             | ID     | Standort                                                           | Beschreibung | Fläche | Datum      |
| ---- | --------------- | -------------------------------- | ------ | ------------------------------------------------------------------ | --- | ------ | ---------- |
| 1    | Datei hochladen | Efeustöcke                       | gnd378 | St. Ulrich bei Steyr KG: St. Ulrich bei Steyr GrStNr: 350 Standort | Die Stöcke des Gemeinen Efeus (Hedera helix), die an der Nord- und Südseite der Pfarrkirche St. Ulrich bei Steyr emporwuchsen, erreichten in Bodenhöhe einen Durchmesser von etwa 25 cm. Der Bewuchs reichte bis teilweise über Dachtraufe und stellenweise darüber hinaus. Zwecks Kirchenrenovierung war es notwendig die Efeustöcke im Jahr 2014 zu entfernen. |        | 01.09.1987 |
| 1    | Datei hochladen | Seilerlinde                      | gnd322 | Weyer KG: Weyer Standort                                           | Die Sommerlinde neben einem Feldkreuz an der Kante einer Terrasse hatte eine Höhe von rund 18 m, einen Stammumfang von 5 m und einen Kronendurchmesser von 26 m. |        |            |
| 0    | Datei hochladen | Tanne in Bodenwies               | gnd537 | Weyer                                                              | |        |            |
| 0    | Datei hochladen | Wochenalt-Linde in Aschach/Steyr | gnd444 | Aschach an der Steyr                                               | Die Sommerlinde befand sich am rechten Steyr-Ufer nach der Brücke bei Pichlern nach Aschach. |        |            |

| Foto:                    | Fotografie des Naturdenkmals. Klicken des Fotos erzeugt eine vergrößerte Ansicht. Daneben finden sich zwei Symbole: \| Weitere Bilder vorhanden \| Das Symbol bedeutet, dass weitere Fotos des Objekts verfügbar sind. Durch Klicken des Symbols werden sie angezeigt. \| \| Eigenes Foto hochladen \| Durch Klicken des Symbols können weitere Fotos des Objekts in das Medienarchiv Wikimedia Commons hochgeladen werden. \| |
| Name:                    | Bezeichnung des Naturdenkmals laut offiziellen Quellen |
| ID                       | Identifikator |
| Standort:                | Es ist die Gemeinde und falls vorhanden die Adresse angegeben. Darunter sind die Katastralgemeinde (KG) und die Grundstücksnummer angeführt. Durch Aufruf des Links Standort wird die Lage des Denkmals in verschiedenen Kartenprojekten angezeigt. |
| Beschreibung             | Kurze Beschreibung des Naturdenkmals |
| Fläche                   | Fläche des Naturdenkmals in Hektar (ha) |
| Datum                    | Datum oder Jahr der Unterschutzstellung |
| Weitere Bilder vorhanden | Das Symbol bedeutet, dass weitere Fotos des Objekts verfügbar sind. Durch Klicken des Symbols werden sie angezeigt. |
| Eigenes Foto hochladen   | Durch Klicken des Symbols können weitere Fotos des Objekts in das Medienarchiv Wikimedia Commons hochgeladen werden. |